# О’Коннор, Кевин (футболист, 1995)
Кевин О’Коннор (англ. Kevin O'Connor; род. 7 мая 1995, Эннискорти, Ленстер) — ирландский футболист, защитник клуба «Престон Норт Энд».

## Биография

### Клубная карьера
Профессиональную карьеру начал в 2013 году в составе клуба второй ирландской лиги «Уотерфорд Юнайтед», за который выступал в течение двух лет. В апреле 2015 года в качестве свободного агента подписал контракт с клубом «Корк Сити». В чемпионском для «Корка» сезоне 2017 сыграл за команду 20 матчей, однако летом 2017 года покинул команду, подписав контракт с клубом английского Чемпионшипа «Престон Норт Энд». Весной 2018 года выступал на правах аренды за «Флитвуд Таун».

### Карьера в сборной
В 2015—2016 годах выступал за молодёжную сборную Ирландии.

## Достижения
«Корк Сити»
- Чемпион Ирландии: 2017

## Выигрыш в лотерею
В январе 2018 года Кевин О’Коннор стал победителем национальной лотереи Ирландии, получив сумму в размере 1 000 000€. Счастливый билет игрок получил от своего дяди, в качестве подарка на рождество.